# Thuốc ho

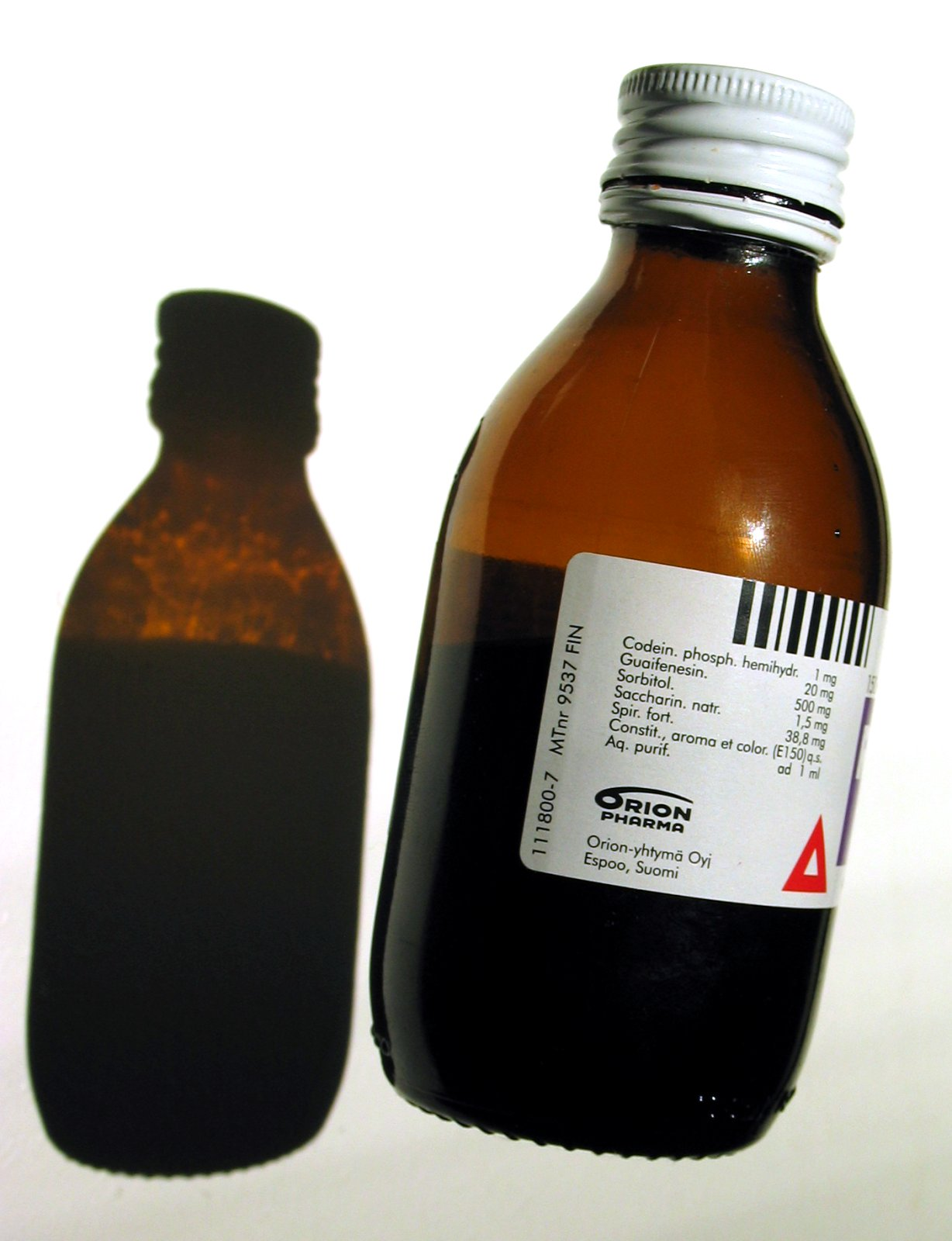
Thuốc giảm ho hoặc long đờm.

Thuốc ho hoặc thuốc trị ho và cảm lạnh, còn được gọi là xi-rô ho khi ở dạng xi-rô, là một dược phẩm được sử dụng bởi những người bị ho và trong các điều kiện liên quan. Trong khi thuốc được sử dụng bởi 10% trẻ em Mỹ hàng tuần, thuốc không được khuyến khích dùng ở Canada và Hoa Kỳ cho trẻ em từ 6 tuổi trở xuống vì thiếu bằng chứng về hiệu quả và mối lo ngại về các tác hại.

## Các loại
Có một số thuốc ho và thuốc trị cảm lạnh khác nhau, có thể được dùng tùy theo triệu chứng ho. Các dược phẩm trên thi trường có thể gồm sự kết hợp khác nhau của bất kỳ một hoặc nhiều trong năm loại sau đây:
- Thuốc long đờm được dùng để làm cho ho dễ dàng hơn đồng thời tăng cường việc sản xuất chất nhầy và đờm. Hai ví dụ là acetylcystein và guaifenesin.
- Thuốc trị ho hoặc ức chế ho, là những chất ức chế ho. Ví dụ như codeine, pholcodine, dextromethorphan và noscapine, cũng như Butamirate.
- Thuốc kháng histamin có thể gây an thần nhẹ và giảm khác triệu chứng liên quan, như chảy nước mũi và chảy nước mắt; một ví dụ là diphenhydramine.
- Thuốc thông mũi làm cho mũi thông thoán, dễ thở. Một ví dụ là ephedrine.
- Thuốc hạ sốt là những chất làm giảm sốt. Một ví dụ là paracetamol.

Ngoài ra có những chất khác được sử dụng làm cho ho được dễ dàng hơn, giống như mật ong hoặc xi-rô đường.
Không có bằng chứng hỗ trợ hiệu quả của các loại thuốc ho bán không toa để giảm ho.

## Thuốc giảm ho
Chỉ dùng thuốc giảm ho trong trường hợp ho không có đờm (ho khi cảm cúm, ho do kích ứng, dị ứng), ho nhiều làm người bệnh mệt mỏi, mất ngủ.:
Không dùng thuốc làm giảm ho trong trường hợp ho có đờm (trong bệnh viêm phế quản mạn, giãn phế quản) vì ho được coi như cơ chế bảo vệ có lợi, làm sạch đường thở.
Các thuốc giảm ho được chia làm hai loại:

### Thuốc giảm ho ngoại biên
Làm giảm nhạy cảm của các thụ thể (receptor) gây phản xạ ho ở đường hô hấp.
- Thuốc làm dịu ho do có tác dụng bảo vệ, bao phủ các thụ thể cảm giác ở họng, hầu: glycerol, mật ong, các siro đường mía
- Thuốc gây tê các ngọn dây thần kinh gây phản xạ ho: benzonatat, bạc hà (menthol), lidocain, bupivacain.

### Thuốc giảm ho trung ương
Các thuốc này ức chế trực tiếp, làm nâng cao ngưỡng kích thích của trung tâm ho ở hành tuỷ, đồng thời có tác dụng an thần, ức chế nhẹ trung tâm hô hấp, như Codein, Pholcodin. Ngoài ra có những thuốc không gây nghiện như Dextromethorphan, Noscapin.

#### Thuốc giảm ho kháng histamin
Một số thuốc có tác dụng kháng histamin H 1 trung ương và ngoại biên (kháng H1 thế hệ 1) đồng thời có tác dụng chống ho, kháng cholinergic, kháng serotonin và an thần, như Alimemazin và Diphenhydramin.

## Thuốc long đờm
Thuốc long đờm hay thuốc loãng đàm, có tác dụng làm lỏng các dịch tiết ra từ niêm mạc khí quản - phế quản do làm thay đổi cấu trúc của dịch nhầy, dẫn đến giảm độ nhớt, độ quánh đặc của đàm nhầy trong phế quản. Vì vậy, các chất nhầy đàm có thể di chuyển dễ dàng và được tống ra khỏi đường hô hấp bằng hệ thống lông chuyển hoặc bằng sự khạc đờm.:

### Tác dụng phụ
Khi dùng thuốc long đờm, người bệnh có thể gặp các triệu chứng không mong muốn như rối loạn tiêu hóa, tăng nhẹ men gan, chóng mặt, nhức đầu, phát ban ở da.

### Chống chỉ định
Thuốc long đờm có thể làm lỏng chất nhầy bảo vệ dạ dày, vì vậy dễ gây hại làm loét dạ dày, thuốc loại này cần tránh dùng ở người bị viêm loét dạ dày - tá tràng.
Thuốc cũng tránh dùng đối với người bị hen suyễn (lưu ý ho cũng có thể xảy ra khi lên cơn suyễn) vì thuốc có thể khởi phát cơn co thắt phế quản.

## Thuốc thông mũi
Ngạt mũi là triệu chứng khi bị viêm làm cuốn mũi to ra chèn ép khe thở. Cơ chế của các loại thuốc nhỏ, xịt mũi là làm co mạch nên giúp thông thoáng, dễ thở chứ không trị được viêm mũi, cảm cúm.:

### Không nên dùng thường
Trên thực tế, không ít bệnh nhân bị viêm mũi lại chính là vì dùng thuốc nhỏ xịt chống ngạt do viêm mũi. Nguyên nhân là thuốc được dùng lâu sẽ làm giảm tính đàn hồi mạch máu trong niêm mạc, tăng độ chai lỳ, làm hư màng nhầy gây giãn mạch khiến sưng phù nề trở lại.